# Alucinación hipnagógica
Una alucinación hipnagógica (del griego:hypn "sueño" + agōgos "inducir") es una alucinación auditiva, visual y/o táctil que se produce poco antes del inicio del sueño. La palabra hipnagógica (o hipnagógico) expresa una situación de tránsito entre la vigilia y el sueño, originalmente acuñada de forma adjetiva como "hypnagogique" por Alfred Maury.

## Características
Estos fenómenos se presentan en las fases 1 y 2 del sueño profundo no MOR. Son frecuentes en niños de 6 a 15 años y en algunas personas se prolonga hasta la edad adulta. Las alucinaciones más comunes son de tipo visual o de carácter auditivo. En muchas ocasiones tienen relación con vivencias del día anterior, y a veces no se guarda recuerdo de ellas al despertar [cita requerida]. 
Durante el sueño los ojos se mueven rápidamente, de ahí el nombre, movimiento ocular rápido (MOR —en inglés REM—). Para que no podamos representar los sueños, el cerebro envía señales a la médula espinal, que paraliza las extremidades. En el estado hipnagógico (entre la vigilia y el sueño) es común pensar que se está despierto, hasta tal punto que se tiene seguridad de tener los ojos abiertos, de ver y oír cosas alrededor, pero no se puede uno mover. Hay incluso ocasiones en que la persona que está durmiendo en ese estado se despierta y la inmovilidad permanece. Sin embargo, el cuadro revierte a la normalidad en unos segundos.
Este estado ha llevado a mucha gente a interpretar que está sufriendo una experiencia paranormal o que algo (seres extraños) o alguien les está impidiendo moverse o hablar. 
En muchas ocasiones, las alucinaciones hipnagógicas producen representaciones visuales coloridas, la mayoría de las veces sin ninguna relación con la realidad. Esta característica puede generar, también, la sensación de una vivencia paranormal (alucinaciones, profecías, premoniciones o apariciones) en muchos de quienes las experimentan.